# Radostin Panayotov
Radostin Panayotov –en búlgaro, Радостин Панайотов– (1970) es un deportista búlgaro que compitió en halterofilia. Ganó una medalla de bronce en el Campeonato Mundial de Halterofilia de 1994 y una medalla de plata en el Campeonato Europeo de Halterofilia de 1994, ambas en la categoría de 59 kg.

## Palmarés internacional
| Campeonato Mundial | Campeonato Mundial        | Campeonato Mundial | Campeonato Mundial |
| Año                | Lugar                     | Medalla            | Categoría          |
| ------------------ | ------------------------- | ------------------ | ------------------ |
| 1994               | Estambul (Turquía)        | Medalla de bronce  | 59 kg              |
| Campeonato Europeo |                           |                    |                    |
| Año                | Lugar                     | Medalla            | Categoría          |
| 1994               | Sokolov (República Checa) | Medalla de plata   | 59 kg              |